# بیان لامبو
بیان لامبو (دانمارکی: Bjørn Lomborg؛ زادهٔ ۶ ژانویهٔ ۱۹۶۵) اقتصاددان، نویسنده، و استاد دانشگاه اهل دانمارک است.
او در سال ۲۰۰۷ از سوی تایم به‌عنوان یکی از «۱۰۰ فرد با بیشترین تأثیر» انتخاب شد.

## تحصیلات
لامبو یک سال در دورهٔ لیسانس دانشگاه جورجیا درس خواند و پس از آن کارشناسی خود را در ۱۹۹۱ میلادی در علم سیاست از دانشگاه آرهوس دریافت کرد. او در ۱۹۹۴ میلادی موفق شد مدرک پی‌اچ‌دی علوم سیاسی خود را از دانشگاه کپنهاگ دریافت کند.

## کار

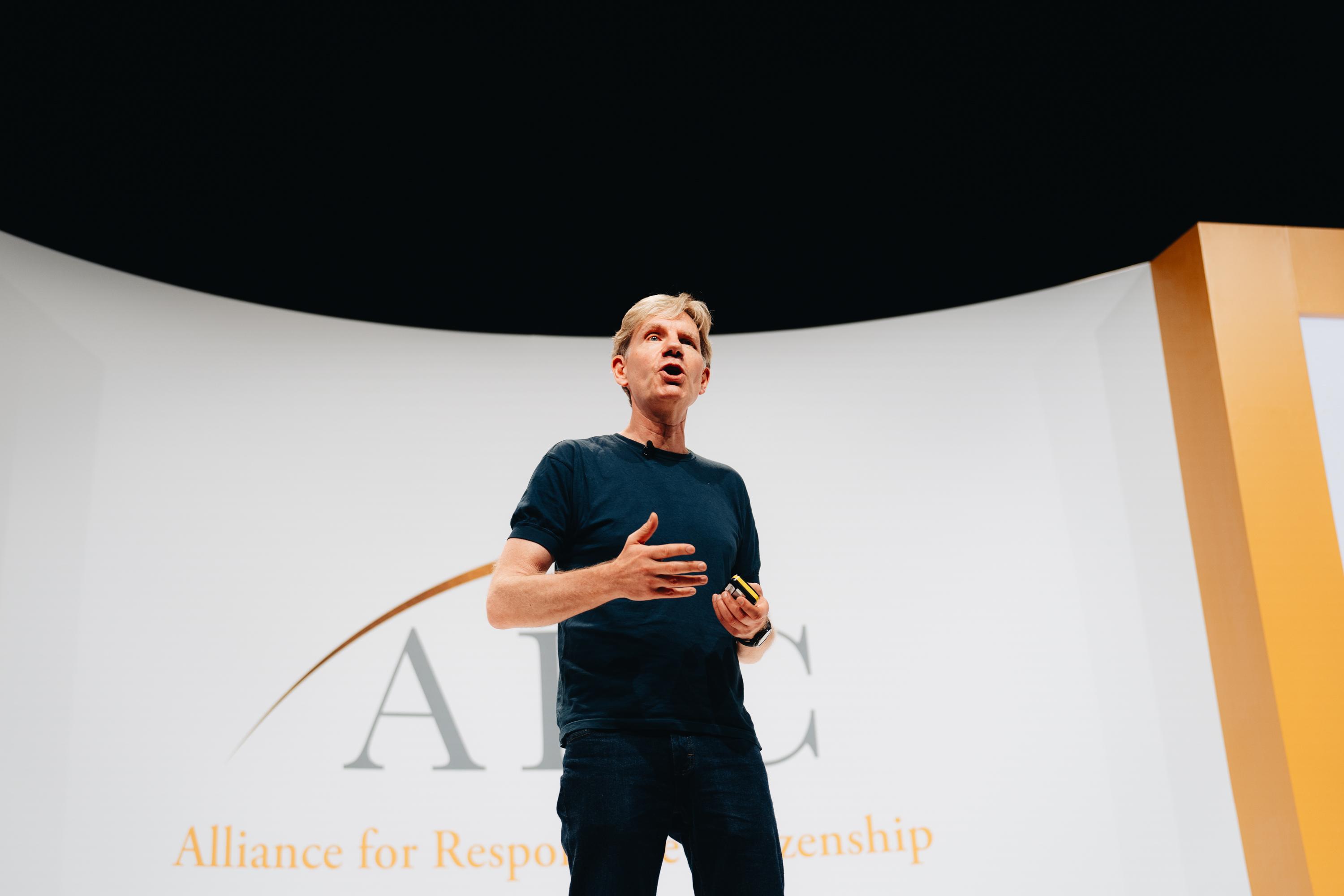
بیان لامبو

لامبو از ۱۹۹۴ تا ۱۹۹۶ میلادی استادیار دانشگاه آرهوس بود و به تدریس آمار می‌پرداخت. او از ۱۹۹۷ تا ۲۰۰۵ میلادی نیز به‌عنوان دانشیار در دانشگاه تدریس می‌کرد. در ماه مه سال ۲۰۰۵ دانشگاه را ترک و تدریس در گروه مدیریت، فلسفه، و سیاست مدرسهٔ کسب‌وکار کپنهاگ را آغاز کرد.
او در سال ۲۰۰۱ میلادی کتاب جنجالی محیط زیست‌گرای شکاک را منتشر کرد که ایدهٔ بدتر شدن وضعیت محیط زیست را به چالش می‌کشد. لامبو در سال ۲۰۰۷ میلادی کتاب سردش کن: راهنمای محیط زیست‌گرای شکاک دربارهٔ گرمایش جهانی را منتشر کرد. پس از اجماع کپنهاگ در سال ۲۰۰۴ میلادی که در آن اقتصاددانان نتیجه‌گیری کردند که سرمایه‌گذاری بر روی کنترل ایدز از سرمایه‌گذاری بر روی گرمایش جهانی بهتر است، لامبو یافته‌های آنان را در کتاب چگونگی خرج ۵۰ میلیارد دلار برای تبدیل دنیا به جایی بهتر (۲۰۰۸) گردآوری و منتشر کرد.

## زندگی شخصی
لامبو همجنس‌گرا و گیاه‌خوار است. او در کمپین‌های اطلاع‌رسانی دربارهٔ همجنس‌گرایی در دانمارک حضور فعالی داشته است.

## جایزه‌ها
- رهبران جهانی فردا - مجمع جهانی اقتصاد (۲۰۰۲)
- ستارگان اروپا - بلومبرگ بیزنس‌ویک (۱۸ ژوئن ۲۰۰۲)
- فهرست ۱۰۰ تایم - تایم (۲۶ آوریل ۲۰۰۴)
- نظرسنجی ۱۰۰ متفکر برتر (#۱۴) - فارن پالیسی و مجلهٔ پراسپکت (۲۰۰۵)
- نظرسنجی ۱۰۰ متفکر برتر (#۴۱) - فارن پالیسی و مجلهٔ پراسپکت (۲۰۰۸)
- ۵۰ نفری که می‌توانند سیاره را حفظ کنند - گاردین (۵ ژانویهٔ ۲۰۰۸)
- ۱۰۰ متفکر جهانی برتر فارین پالیسی - فارین پالیسی (۲۰۱۲)